# Elato (figlio di Arcade)
Elato (in greco antico: Ἔλατος?, Élatos) è un personaggio della mitologia greca. Fu un re d'Arcadia ed eponimo della città di Elateia.

## Genealogia
Figlio di Arcade e di Leianira (figlia di Amicla) o Meganira o della ninfa Crisopelea o della driade Erato, sposò Laodice e fu padre di Stinfalo, Pereo, Epito, Ischi e Cillene.

## Mitologia
Nella divisione del regno dopo la morte del padre ottenne l'area circostante al Monte Cillene ma più tardi emigrò in Focide e sostenne i Focesi nella difesa del Tempio di Apollo di Delfi contro le rapine dei Flegiani e fondò la città Elateia.
Esisteva una statua a lui dedicata sull'Agorà di Elateia, un'altra a Tegea ed una a Delfi.